# Trochalus fulgidus
Trochalus fulgidus är en skalbaggsart som beskrevs av Fahraeus 1857. Trochalus fulgidus ingår i släktet Trochalus och familjen Melolonthidae. Inga underarter finns listade i Catalogue of Life.